# Lastrea falcifera
Lastrea falcifera là một loài dương xỉ trong họ Dryopteridaceae. Loài này được Moore. mô tả khoa học đầu tiên năm 1858.
Danh pháp khoa học của loài này chưa được làm sáng tỏ. 